# Aufklärungsstreitkräfte der Kaiserlichen Marine
Die Aufklärungsstreitkräfte der Kaiserlichen Marine hatten unterschiedliche Kommandobehörden.
Von März 1903 bis Kriegsende gab es den Befehlshaber der Aufklärungsschiffe der Hochseeflotte (B. d. A.). Mit Kriegsbeginn im August 1914 wurden sogenannte Aufklärungsgruppen eingerichtet, welche dem Befehlshaber der Aufklärungsschiffe der Hochseeflotte zugeordnet waren. 1915/16 war kurzzeitig die Dienststelle der Aufklärungsstreitkräfte der Ostsee eingesetzt. Sie wurde im Januar 1916 in den Befehlshaber der Aufklärungsstreitkräfte der Ostsee überführt, welcher bis Kriegsende bestand.

## Befehlshaber der Aufklärungsschiffe der Hochseeflotte

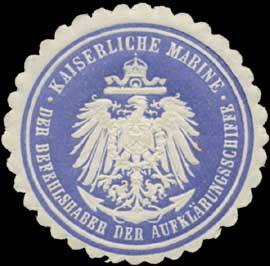
Siegelmarke des Befehlshabers der Aufklärungsschiffe

### Geschichte
Gemäß des 2. Flottengesetzes wurde für die Aufklärungsschiffe ein Befehlshaber (B. d. A.) vorgesehen, welcher durch AKO vom 30. Dezember 1902 zum 1. März 1903 geschaffen wurde. Hierzu wurde der bisherige II. Admiral des I. Geschwaders, Konteradmiral Ludwig Borckenhagen, ernannt. Anfangs war der Verband der Aufklärungsschiffe noch Teil des I. Geschwaders, wurde dann aber bei der Einrichtung der Aktiven Schlachtflotte am 22. September 1903 selbstständig. Von Oktober 1905 bis Ende August 1914 existierte ein II. Admiral der Aufklärungsschiffe und von Oktober 1912 bis Dezember 1914 ein III. Admiral der Aufklärungsschiffe.
Im Sommer 1912 bestand für anderthalb Monate ein II. Verband der Aufklärungsschiffe, welcher aus zehn Kreuzern bestand.
Mit Beginn des Ersten Weltkriegs wurde der II. Führer der Torpedoboote dem Befehlshaber unterstellt und nach dem Kriegsausbruch 1914 wurden die Aufklärungsschiffe letztendlich in sechs sogenannte Aufklärungsgruppen aufgeteilt. Die I. Aufklärungsgruppe, bestehend aus den modernen Schlachtkreuzern, führte der Befehlshaber der Aufklärungsschiffe selbst. Mit dieser Umgruppierung wurde der II. Admiral der Aufklärungsschiffe zum II. Admiral des I. Befehlshabers der Aufklärungsschiffe und der III. Admiral der Aufklärungsschiffe zum III. Admiral des I. Befehlshabers der Aufklärungsschiffe.

Unter dem Befehlshaber der Aufklärungsschiffe der Hochseeflotte wurden Mitte Dezember 1914 die Beschießung von Scarborough, Whitby und Hartlepool durchgeführt. Mitte Januar 1915 folgte das Gefecht auf der Doggerbank und Ende Mai 1916 die Skagerrakschlacht.

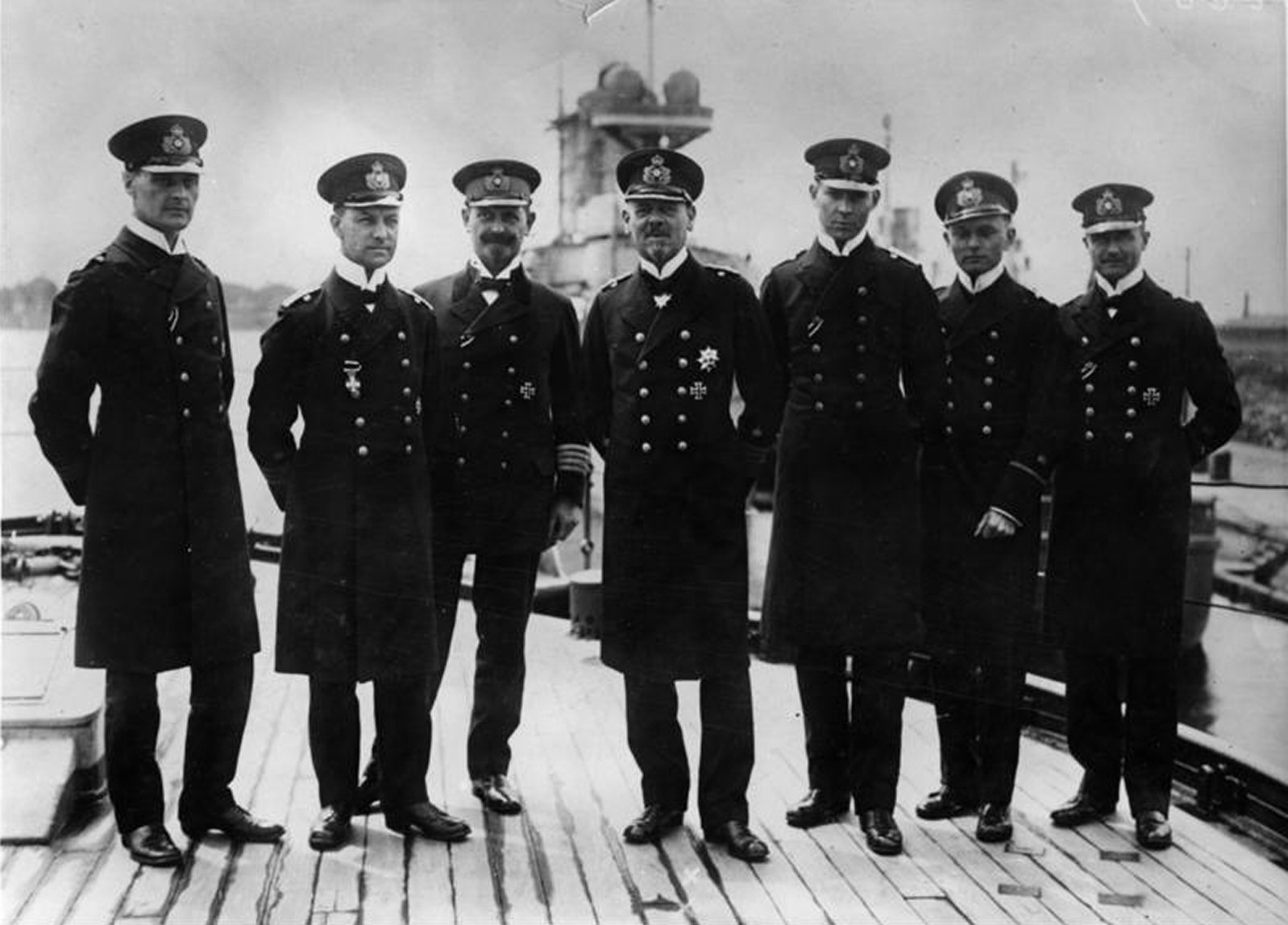
Vizeadmiral Hipper mit Stab des Befehlshabers, in der Skagerrakschlacht 1916.

### Gliederung
1903
- Flaggschiff Prinz Heinrich, Victoria Louise (bis 12. Dezember 1903), Amazone (bis September 1905), Ariadne,
- dann: Friedrich Carl (ab Mai 1904), Frauenlob, Niobe, Medusa (bis September 1907), Arcona

1909
- Flaggschiff Yorck, Gneisenau, Danzig, Königsberg, Flaggschiff Roon, Berlin, Lübeck, Stettin

1913
- Flaggschiff Moltke, Goeben (später zur Mittelmeerdivision), Von der Tann, Yorck
- später: Seydlitz, Flaggschiff Cöln, Straßburg, Stettin, Kolberg, Dresden, Mainz, Breslau (später zur Mittelmeerdivision), Stralsund

### Befehlshaber der Aufklärungsschiffe der Hochseeflotte
- Konteradmiral Ludwig Borckenhagen: von März 1903 bis September 1903
- Konteradmiral/Vizeadmiral Gustav Schmidt: von September 1903 bis September 1906
- Konteradmiral Hugo von Pohl: von Ende September 1906 bis Oktober 1907
- Konteradmiral/Vizeadmiral August von Heeringen: von Oktober 1907 bis September 1910
- Konteradmiral/Vizeadmiral Gustav Bachmann: von 1910 bis September 1913
- Konteradmiral Franz Hipper: von Oktober 1913 bis August 1918
- Konteradmiral Ludwig von Reuter: von August 1918 bis November 1918

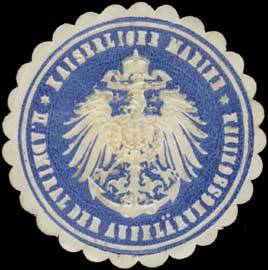
Siegelmarke des II. Admirals der Aufklärungsschiffe

### II. Admiral der Aufklärungsschiffe
Bestand von Oktober 1905 bis August 1914:
- Kapitän zur See und Kommodore Raimund Winkler: von Oktober 1905 bis September 1906 mit der Wahrnehmung der Geschäfte beauftragt
- Kapitän zur See Eugen Kalau vom Hofe: von Oktober 1906 bis September 1907 mit der Wahrnehmung der Geschäfte beauftragt
- Konteradmiral Eugen Kalau vom Hofe: von September 1907 bis September 1908
- Kapitän zur See/Konteradmiral Reinhard Koch: von Oktober 1909 bis 1910
- Kapitän zur See/Konteradmiral Maximilian von Spee: von 1910 bis 1912
- Kapitän zur See/Konteradmiral Franz Hipper: von 1912 bis September 1913, anschließend Befehlshaber der Aufklärungsschiffe
- Konteradmiral Felix Funke: von September 1913 bis Februar 1914, vormals III. Admiral der Aufklärungsschiffe
- Konteradmiral Leberecht Maaß: von März 1914 bis August 1914, vormals III. Admiral der Aufklärungsschiffe

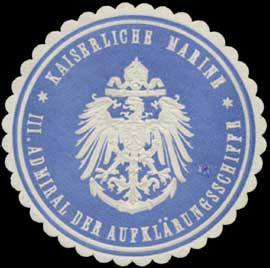
Siegelmarke des III. Admirals der Aufklärungsschiffe

### III. Admiral der Aufklärungsschiffe
Bestand von Oktober 1912 bis Dezember 1914:
- Kapitän zur See und Kommodore Felix Funke: Oktober/November 1912 mit der Wahrnehmung der Geschäfte beauftragt
- Konteradmiral Felix Funke: von November 1912 bis September 1913, anschließend II. Admiral der Aufklärungsstreitkräfte
- Kapitän zur See/Konteradmiral Leberecht Maaß: von September 1913 bis März 1914
- Kapitän zur See/Konteradmiral Arthur Tapken: von März 1914 bis August 1914

### Erster Admiralstabsoffizier des Befehlshaber der Aufklärungsschiffe (Auswahl)
- Kapitänleutnant Carl Hollweg: ab März 1903
- unbekannt
- Kapitänleutnant Paul Heinrich: von Oktober 1904 bis September 1907
- unbekannt
- Kapitänleutnant Erich Raeder: von 1912 bis August 1914
- unbekannt
- Korvettenkapitän Wilhelm Prentzel: von Juni 1917 bis Januar 1918, dann bis August 1918 Chef des Stabes
- Korvettenkapitän Friedrich Brutzer: bis August 1918

## Aufklärungsgruppen

### Geschichte
Zusätzlich zum Befehlshaber der Aufklärungsschiffe der Hochseeflotte wurden im August 1914 noch sogenannte Aufklärungsgruppen der Hochseeflotte als Schiffsverbände eingerichtet.

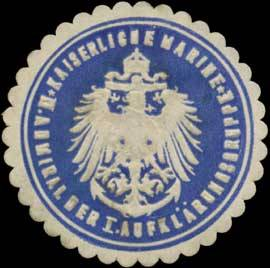
Siegelmarke des II. Admirals der I. Aufklärungsgruppe

Der Befehlshaber der Aufklärungsschiffe der Hochseeflotte wurde I. Befehlshaber der Aufklärungsschiffe und übernahm die I. Aufklärungsgruppe. Zusätzlich wurde aus dem II. Admiral der Aufklärungsschiffe ein II. Befehlshaber der Aufklärungsschiffe eingerichtet, der die IV. Aufklärungsgruppe übernahm. Ab diesem Zeitpunkt existierte auch ein II. Admiral des I. Befehlshabers der Aufklärungsschiffe und ein II. Admiral des II. Befehlshabers der Aufklärungsschiffe. Beide waren Führer einer der anfangs vier Aufklärungsgruppen. Der II. Befehlshaber der Aufklärungsschiffe war zugleich auch Befehlshaber der Aufklärungsschiffe der Reserve und Neuformation. Der II. Admiral des II. Befehlshabers der Aufklärungsschiffe war zugleich auch Führer der Reserve und Neuformation (V. Aufklärungsgruppe). Mit der Bildung der Schulkreuzerdivision aus der V. Aufklärungsgruppe im September 1914 wechselte die Unterstellung der Dienststellung des Admirals des II. Befehlshabers der Aufklärungsschiffe unter den Oberbefehlshaber der Ostseestreitkräfte. Später existierte beim Befehlshaber der Aufklärungsstreitkräfte der Ostsee erneut eine V. Aufklärungsgruppe. Der III. Admiral der Aufklärungsschiffe wurde in den III. Admiral des I. Befehlshabers der Aufklärungsschiffe überführt.
Im Dezember 1914 wurde der III. Admiral des I. Befehlshabers der Aufklärungsschiffe und Mitte April 1915 die III. Aufklärungsgruppe aufgelöst. Von Oktober 1916 bis Mitte November 1918 existierte ein II. Admiral der I. Aufklärungsgruppe.

### I. Aufklärungsgruppe

#### Führer der I. Aufklärungsgruppe
- siehe I. Befehlshaber der Aufklärungsschiffe

#### Gliederung der I. Aufklärungsgruppe
Mitte Oktober 1914
- Flaggschiff Seydlitz, Moltke, Blücher, Flaggschiff Von der Tann, Derfflinger (ab Indienststellung im September 1914)

Mai 1916
- Flaggschiff Seydlitz, Lützow, Moltke, Derfflinger, Von der Tann

Oktober 1918
- Flaggschiff Hindenburg, Derfflinger, Flaggschiff Moltke, Von der Tann, Seydlitz

### II. Aufklärungsgruppe

#### Führer der II. Aufklärungsgruppe
- Konteradmiral Leberecht Maaß: bis Ende August 1914 (†), zugleich II. Admiral der Aufklärungsschiffe und I. Führer der Torpedoboote
- Konteradmiral Georg Hebbinghaus: von Dezember 1914 bis August 1915
- Konteradmiral Friedrich Boedicker: von August 1915 bis September 1916, anschließend II. Admiral der I. Aufklärungsgruppe
- Kapitän zur See/Konteradmiral Ludwig von Reuter: von September 1916 bis Januar 1918, anschließend Stellvertreter des Befehlshaber der Aufklärungsschiffe der Hochseeflotte und II. Admiral der I. Aufklärungsgruppe
- Kapitän zur See Magnus von Levetzow: Januar 1918 bis August 1918
- Kapitän zur See Victor Harder: von August 1918 bis Kriegsende

#### Gliederung der II. Aufklärungsgruppe
Mitte Oktober 1914
- Flaggschiff Rostock, Stralsund, Kolberg, Straßburg, Graudenz (ab Indienststellung im August 1914)

Mai 1916
- Flaggschiff Graudenz, Pillau, Stralsund, Elbing, Frankfurt, Wiesbaden

Oktober 1918
- Flaggschiff Königsberg, Karlsruhe, Pillau, Nürnberg, Cöln, Dresden

### III. Aufklärungsgruppe

#### Führer der III. Aufklärungsgruppe
Führer der III. Aufklärungsgruppe war der Konteradmiral Hubert von Rebeur-Paschwitz. Am 15. April 1915 wurde diese aufgelöst.

#### Gliederung der III. Aufklärungsgruppe Mitte Oktober 1914
- Flaggschiff Roon,Yorck, Prinz Adalbert (im November 1914 zum Detachierten Admiral der Ostsee), Prinz Heinrich

### IV. Aufklärungsgruppe

#### Führer der IV. Aufklärungsgruppe
- unbekannt
- Kapitän zur See Karl von Restorff: von September 1914 bis Januar 1915, zugleich II. Führer der Torpedoboote
- unbekannt
- Kapitän zur See/Konteradmiral Hugo Langemak: von September 1915 bis Mai 1916, anschließend Befehlshaber der Aufklärungsstreitkräfte der Ostsee
- unbekannt
- Kapitän zur See/Konteradmiral Karl Seiferling: von Oktober 1916 bis Dezember 1916
- Kapitän zur See/Konteradmiral Max Hahn: von Dezember 1916 bis Dezember 1917
- Kapitän zur See/Konteradmiral Johannes von Karpf: von Dezember 1917 bis Kriegsende, vormals II. Admiral der Aufklärungsstreitkräfte der Ostsee
  - Kapitän zur See Hans Gygas: Juni/Juli 1918 in Vertretung

#### Gliederung der IV. Aufklärungsgruppe
Mitte Oktober 1914
- München, Danzig, Stuttgart, Berlin (im Oktober 1914 von der Hafenflottille Jade-Weser), Frauenlob

Mai 1916
- Flaggschiff Stettin, München, Stuttgart, Berlin, Frauenlob

Gliederung Oktober 1918
- Flaggschiff Regensburg, Frankfurt, Bremse, Brummer, Straßburg, Stralsund

### V. Aufklärungsgruppe
Siehe V. Aufklärungsgruppe

### I. Befehlshaber der Aufklärungsschiffe
- Konteradmiral Franz Hipper: von August 1914 bis August 1918
  - Konteradmiral Friedrich Boedicker: September/Oktober 1916 in Vertretung
- Konteradmiral Ludwig von Reuter: von August 1918 bis November 1918

### II. Befehlshaber der Aufklärungsschiffe
- Konteradmiral Hubert von Rebeur-Paschwitz: 1914/15, zugleich Führer der III. Aufklärungsgruppe

### II. Admiral der I. Aufklärungsgruppe
Bestand von Oktober 1916 bis Mitte November 1918:
- Konteradmiral Friedrich Boedicker: von Oktober 1916 bis Januar 1918, vormals Führer der II. Aufklärungsgruppe
- Konteradmiral Ludwig von Reuter: von Januar 1918 bis August 1918, anschließend I. Befehlshaber der Aufklärungsschiffe
- unbekannt

### II. Admiral des I. Befehlshabers der Aufklärungsschiffe
- Konteradmiral Leberecht Maaß: August 1914 (†)

### III. Admiral des I. Befehlshabers der Aufklärungsschiffe
- Konteradmiral Arthur Tapken: von August 1914 bis zur Auflösung im Dezember 1914

### II. Admiral des II. Befehlshabers der Aufklärungsschiffe
- Konteradmiral Gisbert Jasper: August/September 1914

### Erster Admiralstabsoffizier/Chef des Stabes des Befehlshaber der Aufklärungsschiffe
Ab April 1917 Chef des Stabes:
- Kapitänleutnant/Korvettenkapitän/Fregattenkapitän Erich Raeder: von August 1914 bis Januar 1918
- unbekannt

## Aufklärungsstreitkräfte der Ostsee 1915/16

### Geschichte
Im Sommer 1915 erfolgte eine Neuorganisation der Seestreitkräfte in der östlichen Ostsee. Die Verbände unter dem „Detachierten Admiral der Ostsee“, Konteradmiral Ehler Behring, welcher bis dahin in der Ostsee operiert hatte, wurden aufgelöst. Hierfür wurde eine Dienststelle Aufklärungsstreitkräfte der Ostsee (A. d. O.) eingerichtet. Die Dienststelle unter dem Oberbefehlshaber der Ostseestreitkräfte war zur Verstärkung und Neugruppierung der Seestreitkräfte in der Ostsee gedacht, bestand aber lediglich aus veralteten Kriegsschiffen. Dadurch konnte es nicht den vorgesehenen Gegenpart zur russischen Flotte bilden.
Die Dienststelle wurde durch den I. Admiral der Aufklärungsstreitkräfte der Ostsee geführt. Im August 1915 war der Verband der Aufklärungsstreitkräfte der Ostsee beim Vorstoß in die Rigaer Bucht beteiligt.
Anfang 1916 erfolgte eine erneute Umgliederung, welche mit der sinkenden Bedeutung der Panzerkreuzer einherging. Der Führer der Aufklärungsstreitkräfte der Ostsee ging später in den neuen Befehlshaber der Aufklärungsstreitkräfte der Ostsee (B. d. A. d. O.) auf. Ab 7. Juli 1915 fungierte der Chef des ab diesem Zeitpunkt in der Ostsee eingesetzten IV. Geschwaders, Vizeadmiral Ehrhard Schmidt, ab September 1915 Vizeadmiral Friedrich Schultz als „Oberleitung“ in der östlichen Ostsee.

### Gliederung zur Einrichtung 1915
- Flaggschiff Prinz Adalbert
- Prinz Heinrich
- Roon
- X. Torpedoboots-Flottille (Korvettenkapitän Franz Wieting)
- Augsburg
- Lübeck
- Thetis
- Hilfsminensuch-Division Swinemünde mit Indianola und Insula

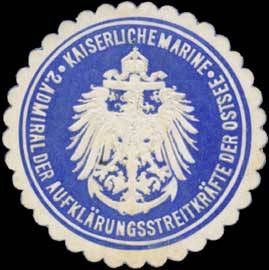
Siegelmarke des II. Admirals der Aufklärungsstreitkräfte der Ostsee

- Answald (Flugzeugmutterschiff)
- Schleswig (Lazarettschiff)
- 4 Vorpostenboote
- Bremen (ab Juli 1915)

### I. Admiral der Aufklärungsstreitkräfte der Ostsee
- Konteradmiral Albert Hopman: von der Einrichtung bis Mitte Januar 1916, später Befehlshaber der Aufklärungsstreitkräfte der Ostsee

### II. Admiral der Aufklärungsstreitkräfte der Ostsee
- Kapitän zur See und Kommodore Johannes von Karpf: von April 1915 bis Januar 1916

### Chef des Stabes der Aufklärungsstreitkräfte der Ostsee
- Kapitän zur See Andreas Michelsen: von der Einrichtung bis zur Auflösung, anschließend Chef des Stabes des Befehlshabers der Aufklärungsstreitkräfte der Ostsee

## Befehlshaber der Aufklärungsstreitkräfte der Ostsee

### Geschichte
Am 11. Januar 1916 wurde aus der sogenannten Oberleitung der Ostsee die Dienststelle des „Befehlshabers der Aufklärungsstreitkräfte der Ostsee“ (B. d. A. d. O.) geschaffen. Die Aufklärungsstreitkräfte der Ostsee wurden in Personalunion übernommen. Der Führer der Aufklärungsschiffe in der östlichen Ostsee war damit auch darin aufgegangen.
Der Befehlshaber der Aufklärungsstreitkräfte der Ostsee führte auch die neu eingerichtete V. Aufklärungsgruppe mit dem Flaggschiff Braunschweig. Der ehemalige II. Admiral der Aufklärungsstreitkräfte der Ostsee wurde Chef der ebenfalls neu eingerichteten IV. Aufklärungsgruppe, worunter die verbliebenen Kleinen Kreuzer zusammengefasst wurden.
Im September und Oktober 1917 Unternehmen Albion.

### Gliederung Mai 1916
- V. Aufklärungsgruppe:
  - Flaggschiff Braunschweig (B. d. A. d. O.)
  - Elsaß
  - T 21
- VI. Aufklärungsgruppe:
  - Flaggschiff Kolberg (Führer der Torpedoboote der Ostsee)
  - Straßburg
  - Augsburg
  - V 100
  - Nautilus
- VIII. Torpedoboots-Flottille mit XV. und XVI. Halbflottille
- X. Torpedoboots-Flottille mit XIX., XX. und XXI. Halbflottille
- II. Minensuch-Flottille
- I. Minenräumdivision mit den Mutterschiffen Indianola und Insula; 12 Motorboote
- II. Minenräumdivision mit Mutterschiff Ammon; 12 Motorboote
- III. Minenräumdivision mit Mutterschiff Fürst Bülow; 12 Motorboote, Santa Elena (Flugzeugmutterschiff)
- Vorpostenhalbflottille Ost

### Befehlshaber der Aufklärungsstreitkräfte der Ostsee
- Vizeadmiral Friedrich Schultz: von der Einrichtung bis Mai 1916
- Konteradmiral Hugo Langemak: von Mai 1916 bis Dezember 1916
- Konteradmiral/Vizeadmiral Albert Hopman: von Dezember 1916 bis Dezember 1917
- Konteradmiral Ludolf von Uslar: von Dezember 1917 bis Januar 1918

### Chef des Stabes des Befehlshabers der Aufklärungsstreitkräfte der Ostsee (Auswahl)
- Kapitän zur See Andreas Michelsen: von der Einrichtung bis April 1916, anschließend I. Führer der Torpedoboote
- Korvettenkapitän Franz Wieting: von März 1917 bis Dezember 1917